# Thysanoglossa
Thysanoglossa là một chi phong lan trong họ Orchidaceae.